# 2007 TU24
Točan naziv ovog članka je 2007 TU24. Naslov uključuje znakove u superskriptu ili subskriptu, koji su zamijenjeni ili izostavljeni zbog tehničkih ograničenja.
Asteroid 2007 TU24 otkriven je u sklopu programa Catalina Sky Survey u Arizoni, 11. listopada 2007. Snimke uz pomoć radara pokazuju da objekt ima promjer oko 250 m.
Objekt je značajan zbog činjenice da je 29. siječnja 2008. u 8:33h (UTC) prošao na samo 554.209 km (ili 1,4-mjesečeve udaljenosti) od Zemlje. Ovo je bio do sada najbliži zabilježeni prolaz jednog potencijalno opasnog asteroida ove veličine. Prvi sljedeći bliski prolaz ove vrste, od danas poznatih asteroida, dogodit će se tek 2027. godine.
U trenutku bliskog prolaza, asteroid je imao prividnu magnitudu od 10,3, što je oko 50 puta slabije od praga osjetljivosti ljudskog oka (u idealnim uvjetima), te na granici vidljivosti s dvogledom promjera 50 mm.